# Indigènes
Pour l’article homonyme, voir Indigène.
Série
Hors-la-loi (film, 2010)
Pour plus de détails, voir Fiche technique et Distribution.
Indigènes (ou en arabe : بلديون, Baladiun) est un film algéro-belgo-franco-marocain réalisé par Rachid Bouchareb, sorti en 2006.

## Synopsis
En 1943, après le débarquement des Américains en Algérie et au Maroc, l'Armée de la Libération se constitue depuis les colonies françaises d'Afrique du Nord. Le film raconte la découverte de la guerre et de l'Europe, de l'Italie jusqu'aux portes de l'Alsace, par trois tirailleurs algériens et un goumier marocain : Abdelkader, Saïd, Messaoud et Yassir. La guerre leur apporte la désillusion face aux discriminations mais aussi l'émergence d'une conscience politique et l'espoir.

## Fiche technique
Sauf indication contraire, les informations mentionnées dans cette section peuvent être confirmées par les bases de données cinématographiques  présentes dans la section « Liens externes ».
- Titre français : Indigènes
- Titre arabe : بلديون, Baladiun
- Réalisation : Rachid Bouchareb
- Scénario : Olivier Lorelle
- Musique : Armand Amar et Khaled (composition de la musique additionnelle)
- Décors : Dominique Douret
- Costumes : Michèle Richer
- Photographie : Patrick Blossier
- Montage : Yannick Kergoat
- Son : Olivier Hespel, Olivier Walczak, Franck Rubio et Thomas Gauder
- Production : Jean Bréhat
  - Coproduction : Jamel Debbouze, Geneviève Lemal, Alexandre Lippens, Jaques-Henri Bronckart, Caroline Cochaux
- Société de production : Tessalit Productions, en coproduction avec Kiss Films, France 2 Cinéma, France 3 Cinéma, SCOPE Invest, Studiocanal, Taza Productions, Tassili Films, Versus Production, Cofinova 1
- Budget : 14,4 millions d'euros
- Pays de production :  Algérie,  Belgique,  France et  Maroc
- Langues originales : français et arabe
- Format : couleur - 2,35:1 - Dolby Digital / DTS - 35 mm
- Durée : 128 minutes / 120 minutes (version courte)
- Dates de sortie :
  - France : 25 mai 2006 (Festival de Cannes) ; 27 septembre 2006 (sortie nationale)
  - Suisse : 3 août 2006
  - États-Unis : 3 septembre 2006 (Festival de Telluride) ; 17 février 2007 (sortie limitée)
  - Canada : 9 septembre 2006
  - Belgique : 4 octobre 2006
  - Maroc : 4 décembre 2006
- Date de sortie DVD : 5 avril 2007 (France)
- Classification :
  - France : tous publics lors de sa sortie en salles[3] puis déconseillé aux moins de 10 ans lors de sa diffusion à la télévision[4]

## Distribution
- Jamel Debbouze : Saïd Otmani
- Samy Naceri : Yassir
- Roschdy Zem : Messaoud Souni
- Bernard Blancan : le sergent Roger Martinez
- Sami Bouajila : le caporal Abdelkader
- Antoine Chappey : le colonel
- Assaâd Bouab : Larbi, le petit frère de Yassir
- Aurélie Eltvedt : Irène
- Benoît Giros : le capitaine Durieux
- Mathieu Simonet : le caporal Leroux
- Mélanie Laurent : Marguerite du village des Vosges
- Thibault de Montalembert : le capitaine Martin
- Thomas Langmann : le journaliste
- Diouc Koma : Touré
- Philippe Beglia : Rambert
- Momo Debbouze : Djellal
- Abdelkim Bouchareb : Ahmed
- Abdelhamid Idjaini : Omar
- Abdeslam Arbaoui : le père d'Omar
- Julie de Bona
- Mathieu Schiffman
- Corentin Lobet
- Omar Bekhaled
- Anton Yakolev
- Mohamed Majd
- Latefa Ahar
- Thierry Magnier

## Production

### Tournage
Le film, qui a été en partie tourné à Ouarzazate, a été aidé de manière importante par le Maroc, qui a mis à disposition du réalisateur ses moyens militaires. Il a également été tourné dans les départements des Vosges (à la Manufacture royale de Bains-les-Bains, et dans l'ancienne clouterie « le Moulin-aux-Bois » située dans la même commune), de la Haute-Saône (Faucogney-et-la-Mer), du Bas-Rhin (en particulier à Strasbourg), du Haut-Rhin, des Bouches-du-Rhône et du Gard, ainsi qu'en Algérie et en Italie.

## Musique
Sauf indication contraire, les informations mentionnées dans cette section peuvent être confirmées par le générique de fin de l'œuvre audiovisuelle présentée ici, ainsi que par la base de données cinématographiques IMDb,  présente dans la section « Liens externes ».
- Pour Gus par Pascal Pallisco de 2006.
- Le Chant des Africains de Félix Boyer et Reyjade.
- Le Lac des cygnes de Piotr Ilitch Tchaïkovski.
- Cri de Fêtes par Sylvestre Planchais de 2006.
- La Marseillaise de 1792.
- Les Officiers de France.
- Ya Dzayer par Ahmed Wahby.

### Bande originale
Musiques non mentionnées dans le générique
Par Armand Amar :
- L'Algérie, durée : 1 min 33 s.
- L'Attente, durée : 4 min 35 s.
- Indigènes, durée : 3 min 23 s.
- Seul, durée : 2 min 6 s.
- Mort du frère, durée : 2 min.
- Monte Cassino, durée : 6 min 46 s.
- L'Enterrement, durée : 2 min 54 s.
- Mort d'Ali, durée : 1 min 3 s.
- Sacrifice, durée : 5 min 27 s.
- Sur la tombe, durée : 1 min 57 s.
- Retour, durée : 3 min 42 s.

Par Khaled :
- Mort de Messaoud, durée : 51 s.
- Nostalgie, durée : 1 min 1 s.
- El Babour, durée : 5 min 28 s.

## Accueil

### Accueil critique
En France, le site Allociné propose une note moyenne de 3,9⁄5 à partir de l'interprétation de critiques provenant de 28 titres de presse.

### Box-office
En France, le film a réalisé 3,2 millions d'entrées.

### Conséquences politiques de la sortie du film
Le 5 septembre 2006, le président de la République Jacques Chirac assiste à une projection privée du film en avant-première, en présence de Jamel Debbouze et Rachid Bouchareb,. Ému par le film, Chirac souhaite améliorer la situation des anciens combattants coloniaux.
Le lendemain, il aborde le sujet en Conseil des ministres et demande au gouvernement d'agir afin de régler le problème de la cristallisation des pensions : en effet, depuis 1958 les pensions des anciens combattants de l'empire colonial français sont gelées à un niveau nettement inférieur à celles des soldats nationaux.
Le 27 septembre, jour de la sortie du film dans les salles françaises, Chirac annonce sa volonté d’aligner les pensions des anciens combattants des ex-colonies françaises sur celles de leurs frères d’armes de métropole.

### Controverses
L'exactitude historique du film a été débattue, notamment par le général Jean Germain Salvan et par l'historien Daniel Lefeuvre qui ont confirmé que le pourcentage des pertes des Français musulmans était inférieur à celui des Français d'Afrique du Nord (Pieds-Noirs) et des Français de métropole. Selon Lefeuvre, « le taux de mortalité des soldats nord-africains, les plus nombreux, est de 5 %, celui des soldats d'Afrique noire d'un peu moins de 5 %, celui des Français « de souche », y compris des Corses, qui ont constitué un fort contingent, de 5,70 %, et celui des Français d'Algérie de 8 % ». Maurice Faivre, docteur en histoire et historien des armées, a estimé, en 2010, le nombre de tués Maghrébins des armées de la libération entre 1943 et 1945 à 18 300 et le nombre de tués parmi les Pieds-Noirs à 12 000 et, en pourcentage, à 10 % pour les Pieds-Noirs, 6 % pour les Maghrébins et les Métropolitains et 5 % pour les Africains,.  Les chiffres fournis par le Service historique de la Défense, concernant les pertes de l'Armée française de la Libération entre 1943 et 1945 (campagne de Tunisie, campagne d'Italie et campagne de France et d'Allemagne), font état de 5 187 tués (dont 3 458 Maghrébins) en Tunisie de novembre 1942 à mai 1943, 6 255 tués (dont 4 000 Maghrébins) en Italie de novembre 1943 à juin 1944 et 10 461 tués (dont 3 716 Maghrébins) en France et en Allemagne du 15 août 1944 au 8 mai 1945 soit au total environ 22 000 tués (dont 11 000 Maghrébins).
L'historien Pascal Blanchard, conseiller historique du film, juge que la polémique n’est pas légitime : « Le cinéma n’a pas pour rôle de présenter l’histoire dans son ensemble. En une heure ou deux, on ne peut balayer du regard une situation si complexe. Ce qu’il faut se demander, c’est si ce film tronque la réalité. La réponse est non », mais il émet une réserve : « Il est vrai que dans l’esprit du maintien de la réalité historique, il eût été bien d’évoquer ces dérives [les exactions en Ciociarie]. Mais il faut savoir faire la différence entre un documentaire d’histoire et un film de fiction basé sur l’histoire ».

## Distinctions

### Récompenses
- Festival de Cannes 2006 :
  - Prix d'interprétation masculine attribué collectivement à Sami Bouajila, Jamel Debbouze, Samy Naceri, Roschdy Zem et Bernard Blancan
  - Prix François-Chalais pour Rachid Bouchareb
- Festival international du film de Chicago 2006 :
  - Prix spécial du jury (Silver Hugo)
  - Prix du public
- Festival international du film de Valladolid 2006 : Prix du public
- National Board of Review Awards 2006 : Top 5 des films étrangers
- Étoiles d'or 2007 : Étoile d’or du film français (à égalité avec Lady Chatterley)
- César 2007 : César du meilleur scénario
- Prix Lumières 2007 : Prix Lumières du meilleur scénario

### Nominations et sélections
- Festival de Cannes 2006 : sélection officielle, en compétition pour la Palme d'or
- Camerimage 2006 : en compétition pour la Grenouille d'or pour Patrick Blossier
- Festival international du film de Chicago 2006 : en compétition pour le Gold Hugo
- Festival international du film de Valladolid 2006 : en compétition pour l'Épi d'or (Espiga de Oro)
- César 2007 : César du meilleur film, César du meilleur réalisateur, César de la meilleure musique, César de la meilleure photographie, César des meilleurs décors, César du meilleur son, César du meilleur montage, César des meilleurs costumes
- Oscars 2007 : Oscar du meilleur film en langue étrangère
- Independent Spirit Awards 2007 : meilleur film étranger
- NAACP Image Awards 2007 : Meilleur film étranger ou indépendant
- Critics' Choice Movie Awards 2007 : Critics' Choice Movie Award du meilleur film en langue étrangère

## Autour du film
- « Indigène » est le terme utilisé dans les armées coloniales pour désigner les officiers, sous officiers et soldats, originaires des colonies. Ce terme était toujours en usage à la fin de la Seconde Guerre mondiale et désignait donc les soldats issus des colonies françaises qui constituaient une part importante des  forces françaises reconstituées en Afrique du Nord après le débarquement allié en Afrique du Nord en novembre 1942 et qui ont lutté contre les armées des forces de l'Axe durant les campagnes de Tunisie, d'Italie  puis de France. À l'automne 1944, la 1re armée française, forte d'environ 250 000 combattants, est composée pour moitié d'éléments indigènes (maghrébins et africains) et pour moitié d'européens d'Afrique du Nord[18]. Dans les divisions de cette 1re armée, le pourcentage de soldats maghrébins variaient entre 27 % à la 1re DB et 56 % à la 2e DIM. Par type d'arme, ce pourcentage était d'environ 70 % dans les régiments de tirailleurs, 40 % dans le Génie et 30 % dans l'artillerie[19].
- Les tirailleurs algériens Abdelkader, Saïd et Mesaoud  appartiennent au 7e régiment de tirailleurs algériens  (7e RTA)  de la 3e division d'infanterie algérienne (3e DIA).
- À noter que, sans doute dans le but de représenter la diversité de recrutement des troupes, goumiers marocains, tirailleurs algériens et tirailleurs sénégalais sont représentés tout au long du film comme s'ils faisaient implicitement partie de la même unité (transport en bateau, harangue du colonel, combats, distribution de matériel, spectacle) au lieu de combattre côte à côte dans des régiments et divisions distincts.
- Le jour de la présentation du film dans les salles obscures en France, le 27 septembre 2006, le gouvernement Dominique de Villepin a annoncé que les 80 000 anciens combattants de l'Empire français encore vivants percevront les mêmes retraites que leurs compagnons d'armes français. Cependant cette « cristallisation des pensions » pose encore des questions. Le paiement des arriérés et des intérêts, sur une période de plus de quarante ans, demeure en suspens. Le versement des pensions bloquées en 1959 par le gouvernement français à la suite de l'accession à l'indépendance des anciennes colonies est une des revendications du film[20].